# Rolf Wicker
Rolf Wicker (* 1965 in Ravensburg) ist ein deutscher Bildhauer.

## Leben
Nach dem Abitur 1984 am Albert-Einstein-Gymnasium Ravensburg und einer handwerklichen Ausbildung zum Steinmetz/Steinbildhauer in Ravensburg studierte er ab 1990 Bildhauerei an der Akademie der Bildenden Künste Nürnberg, ab 1993 an der Kunsthochschule Berlin-Weißensee (KHB). 1996 war er Meisterschüler von Berndt Wilde, 1998 folgte ein Arbeitsaufenthalt in New York. Wicker erhielt mehrere Kunstpreise und Stipendien.
Rolf Wicker ist freier Bildhauer und war 2003/2004 Gastdozent für das Fach Künstlerische Grundlagen an der Kunsthochschule Berlin-Weißensee. Danach übernahm er sowohl am KHB als auch am Caspar-David-Friedrich-Institut in Greifswald Lehraufträge im Bereich Bildhauerei bzw. Plastik. 2015 erhielt Wicker eine Professur für Grundlagen und Plastik an der Burg Giebichenstein, Kunsthochschule Halle. Dort war er zudem von 2018 bis 2022 als Prorektor tätig.
Neben seinem Wohnsitz in Berlin hat Wicker auch ein Haus mit Atelier in Küsserow, einem Ortsteil der Gemeinde Lelkendorf in Mecklenburg-Vorpommern. Nach Lelkendorf kam er 2009 im Rahmen des Pilotprojekts „Kunst fürs Dorf – Dörfer für Kunst“ der Deutschen Stiftung Kulturlandschaft. Er ist mit einer Bühnenbildnerin verheiratet und Familienvater.
Ein Schwerpunkt des künstlerischen Schaffens von Rolf Wicker sind ortsbezogene, architektonische Installationen, die für einen begrenzten Zeitraum begehbar sind. Er ist Mitglied im Deutschen Künstlerbund und im Künstlerbund Mecklenburg und Vorpommern.

## Ausstellungen (Auswahl)
Einzelausstellungen
- 2006: „HAPrechnung: Rolf Wicker, Stipendiat der HAP-Grieshaber-Stiftung“, Städtische Galerie, Reutlingen (mit Katalog)
- 2008: Museum Lothar Fischer, Neumarkt in der Oberpfalz

Ausstellungsbeteiligungen
- 1996: „Junge Kunst“, Wilhelm-Hack-Museum, Ludwigshafen am Rhein
- 2002: Georg Kolbe Museum, Berlin, und Stiftung für Bildhauerei
- 2005: Skulptur Biennale Münsterland
- 2007: „Ausräumen“, Kunstmuseum Dieselkraftwerk, Cottbus
- 2009: „Aus dem Stamm – Holzskulptur heute“, Kunstverein Wilhelmshöhe, Ettlingen und Kunstmuseum Singen
- 2012: „Fünf Positionen der Gegenwart in MV“, Kunstsammlung Neubrandenburg (mit Katalog)[5]

## Stipendien und Auszeichnungen
- 1997: Nachwuchsförderungsstipendium des Senats von Berlin
- 1999: Stipendium Künstlerdorf Schöppingen
- Förderpreis Bildende Kunst des Landes Brandenburg
- 1999: Oberschwäbischer Kunstpreis der OEW – Förderpreis der Jugend[6]
- 2000: DAAD-Jahresstipendium Rom
- 2000: Will-Grohmann-Preis der Akademie der Künste Berlin-Brandenburg
- 2001: Artist in Residence. Porto Alegre, Brasilien
- 2003: Arbeitsstipendium der Senatsverwaltung für Wissenschaft, Forschung und Kultur, Berlin
- 2006: HAP-Grieshaber-Stipendium der HAP-Grieshaber-Stiftung am Städtischen Kunstmuseum Spendhaus Reutlingen
- 2007: Lothar-Fischer-Preis für Bildhauerei, Museum Lothar Fischer, Neumarkt i. d. Oberpfalz[7]
- 2012: Kunstpreis der Mecklenburgischen Versicherungsgruppe für Bildende Kunst in Mecklenburg-Vorpommern (in Zusammenarbeit mit der Kunstsammlung Neubrandenburg)[5]